# Peppermint Trolley Company
Peppermint Trolley Company was een Californische rockgroep uit de tweede helft van de jaren 1960. Ze waren vertegenwoordigers van de sunshine pop en werden ook beïnvloed door de psychedelische rockscene van Los Angeles. In 1968 hadden ze een hit met de single "Baby You Come Rollin' Across My Mind". Ze brachten vijf singles en één lp uit op het Acta-label, een sublabel van Dot Records. Daarnaast waren ze ook op televisie te zien in Mannix en The Beverly Hillbillies en speelden ze het thema in voor de pilootaflevering van de tv-serie The Brady Bunch (1968).
De groep werd gevormd in 1963 in Redlands (Californië). Ze heette aanvankelijk "The Mark V" en bestond uit zes leden: Danny Faragher, Jimmy Faragher, Steve Hauser, Dave Kelliher, Brad Madson en Dick Owens. De nieuwe groepsnaam kwam er in 1966 op aandringen van hun producer Dan Dalton.
Peppermint Trolley Company bracht haar eerste single uit op Valiant Records, "Lollipop Train". In 1967 splitte de groep en de broers Danny en Jimmy Faragher gingen alleen verder. Ze verkregen een platencontract bij Acta. Later vervoegden drummer Casey Cunningham en gitarist Patrick McClure de groep. McClure werd kort nadien vervangen door Greg Tornquist. Na twee singles die enkel regionaal bekend werden, hadden ze in de zomer van 1968 een nationale hit met "Baby, You Come Rollin' Across My Mind". Het nummer bereikte de top 60 in de Billboard Hot 100. Nadien brachten ze een  lp uit die echter niet in de hitparade geraakte.
Het succes van "Baby You Come Rollin' Across My Mind" kreeg geen vervolg en in 1969 ontstond er onenigheid tussen de groep en hun producer Dan Dalton. Het viertal verliet het Acta-label en ging  verder onder de naam "Bones".

## Discografie

### Singles
- "Lollipop Train" (Valiant Records, 1966)
- "She's the Kind of Girl" (Acta, 1967)
- "It's a lazy summer day" (Acta, 1967)
- "Baby, You Come Rollin' Across My Mind" (Acta, 1968)
- "Trust" (Acta, 1968)
- "Beautiful Sun" (Acta, 1968)

### Lp
- Peppermint Trolley Co. (Acta 38007, 1968)

### Cd
- Beautiful Sun (Now Sounds, 2009; compilatie-cd met nummers van Peppermint Trolley Company en aanverwante groepen the Mark V, the C-Minors en the Intercoms)